# کامینویاما، یاماگاتا
کامینویاما در استان یاماگاتا در کشور ژاپن  واقع شده‌است  که دارای جمعیت ۳۵٬۰۸۶ نفر و مساحت ۲۴۰٫۹۵ کیلومتر مربع با تراکم جمعیت ۱۴۶  نفر در کیلومترمربع است و در تاریخ ۱ اکتبر ۱۹۵۴ به عنوان شهر شناخته شد.